# Holttumochloa korbuensis
Holttumochloa korbuensis är en gräsart som beskrevs av Khoon Meng Wong. Holttumochloa korbuensis ingår i släktet Holttumochloa och familjen gräs. Inga underarter finns listade i Catalogue of Life.